# Karolina Pawliczak
Karolina Monika Pawliczak (ur. 25 czerwca 1976 w Godzieszach Wielkich) – polska polityk i samorządowiec, w latach 2014–2018 wiceprezydent Kalisza, posłanka na Sejm IX i X kadencji.

## Życiorys
Ukończyła studia na Wydziale Prawa i Administracji Uniwersytetu im. Adama Mickiewicza w Poznaniu. Kształciła się podyplomowo na kierunku rozwój lokalny i gospodarka samorządu terytorialnego w procesie integracji europejskiej na Uniwersytecie Łódzkim oraz z gospodarki nieruchomościami na Uniwersytecie Ekonomicznym w Poznaniu. Od 2000 do 2002 pracowała w Wydziale Spraw Społecznych i Zdrowia Urzędu Miasta Kalisza.
Zaangażowała się w działalność polityczną w ramach Sojuszu Lewicy Demokratycznej. W kwietniu 2004 zrezygnowała z członkostwa w partii i przystąpiła do Socjaldemokracji Polskiej, z listy której kandydowała w tym samym roku do Parlamentu Europejskiego. Stała na czele struktur SDPL w Kaliszu. W 2007 była kandydatką tej partii na liście LiD do Sejmu. Powróciła potem do SLD, w 2011 jako członkini tej partii z jej listy ponownie kandydowała do Sejmu. Została członkiem rady wojewódzkiej i wiceprzewodniczącą SLD w Kaliszu, a w styczniu 2016 wiceprzewodniczącą partii w kraju (pełniła tę funkcję do 2021).
W 2002, 2010, 2014 i 2018 zdobywała mandat radnej miejskiej w Kaliszu. Od grudnia 2014 do marca 2018 pełniła funkcję wiceprezydenta miasta u boku Grzegorza Sapińskiego, odpowiadając za pomoc społeczną, ochronę zdrowia, gospodarkę mieszkaniową oraz ochronę środowiska. W 2018 ubiegała się o stanowisko włodarza Kalisza, zdobywając 16,82% głosów i zajmując 4. miejsce wśród 8 kandydatów. W latach 2018–2019 była wiceprzewodniczącą rady miejskiej. W wyborach parlamentarnych w 2019 uzyskała mandat posłanki IX kadencji w okręgu kaliskim (zdobyła 14 209 głosów). W Sejmie została członkinią Komisji do Spraw Unii Europejskiej oraz Komisji Infrastruktury. W czerwcu 2023 zrezygnowała z członkostwa w Nowej Lewicy (powstałej z przekształcenia SLD) oraz w KKP Lewicy. W sierpniu 2023 dołączyła do klubu parlamentarnego Koalicji Obywatelskiej. W wyborach w tym samym roku z jej ramienia z powodzeniem ubiegała się o poselską reelekcję (z wynikiem 21 819 głosów). Przystąpiła do Platformy Obywatelskiej, w lutym 2024 założyła jedno z jej kół w Kaliszu.

## Życie prywatne
Mężatka, ma dwoje dzieci.

## Wyniki wyborcze
| Wybory | Komitet wyborczy         | Komitet wyborczy                          | Organ                            | Okręg         | Wynik          |
| ------ | ------------------------ | ----------------------------------------- | -------------------------------- | ------------- | -------------- |
| 2002   |                          | Sojusz Lewicy Demokratycznej – Unia Pracy | Rada Miasta Kalisza              | nr 5          | 344 (6,47%)    |
| 2004   |                          | Socjaldemokracja Polska                   | Parlament Europejski VI kadencji | nr 7          | 975 (0,18%)    |
| 2007   |                          | Lewica i Demokraci                        | Sejm VI kadencji                 | nr 36         | 3093 (0,80%)   |
| 2010   |                          | Sojusz Lewicy Demokratycznej              | Rada Miasta Kalisza              | nr 1          | 490 (8,29%)    |
| 2011   | Sejm VII kadencji        | Sojusz Lewicy Demokratycznej              | nr 36                            | 1380 (0,41%)  |                |
| 2014   |                          | SLD Lewica Razem                          | Rada Miasta Kalisza              | nr 1          | 439 (8,51%)    |
| 2018   | Prezydent Miasta Kalisza | SLD Lewica Razem                          | –                                | 7041 (16,82%) |                |
| 2018   | Rada Miasta Kalisza      | SLD Lewica Razem                          | nr 1                             | 1027 (10,63%) |                |
| 2019   |                          | Sojusz Lewicy Demokratycznej              | Sejm IX kadencji                 | nr 36         | 14 209 (3,09%) |
| 2023   |                          | Koalicja Obywatelska                      | Sejm X kadencji                  | nr 36         | 21 819 (4,02%) |